# Gabriele Werner
Gabriele Werner (* 1. April 1958 in Bassum) ist eine deutsche Kunsthistorikerin.

## Werdegang
Werner studierte Kunstgeschichte, Literaturwissenschaft, Deutsche Philologie und Philosophie. Sie promovierte 1995 an der Johann Wolfgang Goethe-Universität Frankfurt am Main zum Thema „Lieber das Leben als diese Prismen ohne Tiefe“. Mathematik im Surrealismus. Werner hatte Lehraufträge an der Hochschule für Bildende Künste Braunschweig und der Humboldt-Universität zu Berlin und lehrte von 2003 bis 2008 als Professorin an dem Institut für Kunstwissenschaften, Kunstpädagogik und Kunstvermittlung an der Universität für angewandte Kunst Wien.

## Veröffentlichungen (Auswahl)
- Bildwelten des Wissens. In: Bildwelten des Wissens. Kunsthistorisches Jahrbuch für Bildkritik, Band 1,1., Gabriele Werner, Berlin 2003, S. 9–20; mit Horst Bredekamp, Angela Fischel und Birgit Schneider
- Bildunterschätzung–Bildüberschätzung. Ein Gespräch der „Bilder des Wissens“ mit Michael Hagner. In: Bildwelten des Wissens.
- Kunsthistorisches Jahrbuch für Bildkritik. Band 1,1. Bilder in Prozessen, hrsg. von Horst Bredekamp und Gabriele Werner, Berlin 2003, S. 103–111.
- Zerstörung(en) des mathematischen Modells. In: Louise Bourgeois: Intime Abstraktionen. Hrsg. von Beatrice E. Stammer, Kathrin Becker, Antje Weitzel und Valeria Schulte-Fischedick. Berlin 2003 ISBN 978-3-0001-1312-3
- Warum Austin Powers albern ist, Dr. Evil jedoch nicht. In: Kritische Berichte. Zeitschrift für Kunst- und Kulturwissenschaften, 4/2003, S. 61–65
- Mathematik im Surrealismus. Man Ray, Max Ernst, Dorothea Tanning. Diss. Jonas Verlag, Marburg 2002, ISBN 978-3-8944-5303-9.
- Nicht ohne sie... aber ohne ihn schon gar nicht. Dora Maar und Pablo Picasso. Eine Lektürestudie. In: Renate Berger (Hg.): Liebe Macht Kunst. Künstlerpaare im 20. Jahrhundert. Köln 2000, ISBN 978-3-41208400-4, S. 109–127.
- Fremdheit und Weiblichkeit. Zum surrealistischen Exotismus. In: Annegret Friedrich, Birgit Haenel, Viktoria Schmidt-Linsenhoff, Christina Threuter (Hg.): Projektionen. Rassismus und Sexismus in der Visuellen Kunst. Berlin 1997, ISBN 978-3-89445-217-9, S. 79–93.
- Blick-Wechsel. Konstruktionen von Männlichkeit und Weiblichkeit in Kunst- und Kunstgeschichte. Mit Ines Lindner, Sigrid Schade und Silke Wenk. 1989, ISBN 978-3-4960-0471-4.

## Stipendien
- 2009: Käthe-Leichter-Gastprofessur[2]
- 1997: Habilitationsstipendium der Humboldt-Universität zu Berlin
- 1995: Walther Rathenau-Fellow am Max-Planck-Institut für Wissenschaftsgeschichte, Berlin
- 1992 und 1999: Stipendiatin des „Förderprogramm Frauenforschung“ der Senatsverwaltung für Arbeit, Berufliche Bildung und Frauen in Berlin